# 1934 au Yukon
Chronologie du Yukon
- 1930
- 1931
- 1932
- 1933
- 1934
- 1935
- 1936
- 1937
- 1938

Cette page concerne des événements d'actualité qui se sont produits durant l'année 1934 dans le territoire canadien du Yukon.

## Politique
- Chef exécutif : George A. Jeckell
- Législature : 9e puis 10e

## Événements
- 17 septembre : Quatorzième élection générale yukonnaise (en).

## Naissances
- 17 août : Jack Cable (en), commissaire du Yukon et député territoriale de Riverside (1992-2000) († 21 juillet 2021)

## Décès
- 30 octobre : Isaac Stringer (en), prêtre (º 19 avril 1866)